# PCMan File Manager
PCMan File Manager (ou, simplesmente, PCManFM) é um aplicativo de gestão de arquivos, desenvolvido por Hong Jen Yee, de Taiwan, que surge como uma alternativa aos gestores GNOME Files, Dolphin e Thunar. O PCManFM é o gerenciador de arquivos padrão do ambiente de desktop LXDE, também desenvolvido pelo mesmo autor em conjunto com outros desenvolvedores. Desde 2010, o PCManFM passou por uma completa reescrita de código, a partir do zero; as instruções de compilação, instalação e configuração foram alteradas no processo.
Lançado sob a Licença pública geral GNU, o aplicativo é um software livre. O projeto segue as especificações fornecidas pela Freedesktop.org para interoperabilidade.
Insatisfeito com o GTK3, Hong Jen Yee fez experimentações com o framework Qt no início de 2013, e lançou a primeira versão de um PCManFM baseado em Qt em 26 de março de 2013. Ele esclareceu, porém, que isso não indicaria qualquer desvio do GTK no LXDE, declarando: "As versões GTK e Qt irão coexistir". O novo PCManFM-Qt é um componente central do LXQt.

## Recursos do software
Dentre os recursos do PCManFM, se incluem:
- Suporte completo ao ecossistema GVfs, com acesso contínuo a sistemas de arquivos remotos (capaz de lidar com protocolos SFTP, WebDAV, Samba etc., a depender dos backends instalados)
- Painel duplo
- Miniaturas para imagens
- Gerenciamento da área de trabalho - mostra papéis de parede e ícones da área de trabalho
- Favoritos
- Multilíngue
- Navegação com guias (semelhante ao Firefox)
- Gerenciamento de volumes (montar/desmontar/ejetar, a depender do gvfs)
- Suporte para arrastar e soltar
- Os arquivos podem ser arrastados entre as guias
- Associação de arquivos (aplicativo padrão)
- Fornece as seguintes visualizações: ícones, compacto, lista detalhada, miniaturas e árvore na barra lateral esquerda.